# Župnija Stara Cerkev
Župnija Stara Cerkev je rimskokatoliška teritorialna župnija dekanije Kočevje škofije Novo mesto.

## Obseg župnije
Župnija z vsemi vasmi po popisu iz leta 2002 šteje 2243 ljudi
V župnijo spadajo naslednje vasi: Breg pri Kočevju, Dolnje Ložine, Gorenje, Gornje Ložine, Koblarji, Konca vas, Mala Gora, Mlaka pri Kočevju, Mrtvice, Nove Ložine, Slovenska vas, Stara Cerkev, Stari Breg, Stari Log in Trnovec.

### Podružnice
Župnija je obsegala naslednje cerkve, vendar so bile vse med 2. svetovno vojno porušene:
- Sv. Andrej v Klečah
- Sv. Ana v Belem Kamnu
- Sv. Devica Marija v Trnovcu
- Sv. Filip in Jakob v Mlaki
- Sv. Marjeta v Starem Logu
- Sv. Miklavž v Mali gori
- Sv. Peter in Pavel v Pugledu
- Sv. Štefan in Antona Padovskega v Kobalrjih
- Sv. Uršula v Starem Bregu

### Kapele
Župnija obsega tudi naslednje kapele:
- Device Marije dobrega sveta v Slovenski vasi
- Device Marije Pomočnice v Starem Logu
- Sv. Jožef v Gorenju

## Zgodovina
Kočevska dežela je bila v srednjem veku, pred letom 1330, redko naseljena s slovenskim prebivalstvom. Za večjo naseljenost je poskrbel grof Oton Ortenburški, ki je iz koroških posestev začel naseljevati koroške Nemce, pozneje znane pod imenom Kočevarji.
Takrat je cerkev Marijinega vnebovzetja v tem kraju že stala. Grof Oton Ortenburški si je dal v Mahovniku zgraditi dvorec, zraven pa še kapelo sv. Jerneja. Ljudje so začeli nekaj kilometrov oddaljeno Marijino cerkev imenovati kar »staro cerkev« (ad antiquam ecclesiam).
Tisti čas so mejo ribniške župnije označevali Dobro polje, Velike Lašče, Bloke, Osilnica in Stari trg. Ker je bila Stara Cerkev od Ribnice, kjer je bil župnik, oddaljena 4 ure hoda, je grof prosil oglejskega patriarha Bertranda, naj namesti kaplana ekspozita, da bo vršil bogoslužje, delil zakramente in pokopaval. Patriarh je 1. septembra 1339 grofovo prošnjo izpolnil. Kasnejši patriarh Ludovik della Torre pa je 1. maja 1363 Kočevju dodelil omejeno samostojnost, duhovnik pa je bil odgovoren župniku v Ribnici.
Ozemlje današnje župnije Stara Cerkev je bilo do 1788 razdeljeno med župniji Kočevje in Ribnica. V slovensko ribniško župnijo je spadala Slovenska vas in vas Stara Cerkev s svojo Marijino cerkvijo, ki se ji Ribnica ni hotela odreči, saj v tistem času še ni bilo danes mnogo bolj znane Marijine cerkve pri Novi Štifti. Stara Cerkev je postala župnija z odlokom cesarja Jožefa II. z dvornim odlokom 2. decembra 1785. V tem času je še z vso Kočevsko pokrajino spadala v goriško nadškofijo, ki pa jo je papež Pij VI. 8. marca 1788 ukinil. Z isto bulo, s katero je ukinil goriško nadškofijo pa je ljubljansko škofijo povzdignil v nadškofijo in ji dodelil med drugim tudi vse župnije kočevskega dijakonata, med katerimi je poimensko našteta tudi Stara Cerkev. Za prvega župnika je notranjeavstrijska vlada 29. aprila 1788 imenovala Matija Ramorja. Dokument pa je bil naslovljen še na goriški konsistorij, čeprav je dejansko takrat župnija že spadala pod Ljubljano, ki pa je bila takrat še brez nadškofa, ki ga je dobila šele 8. junija 1788. Ta je tega dne prevzel tudi vse na novo dodane župnije, tako da je s tem dnem Stara Cerkev prišla v ljubljansko nadškofijo. V njej je ostala do 7. aprila 2006, ko je papež Benedikt XVI. ustanovil tri nove škofije: Celje, Murska Sobota in Novo mesto. Po tem odloku spada župnija Stara Cerkev z vso kočevsko dekanijo v škofijo Novo mesto.